# Ante Marković
Ante Marković (1924-2011) fue el último primer ministro de la República Federal Socialista de Yugoslavia.
Marković era un bosnio croata, nacido en 1924 en la localidad de Konjic, que entonces formaba parte del Reino de Yugoslavia y que actualmente pertenece a Bosnia y Herzegovina. Se graduó en la Facultad de Ingeniería Eléctrica de la Universidad de Zagreb en 1954.

## Biografía
Marković, fue un bosnio croata, nacido en Konjic, entonces parte del Reino de los Serbios, Croatas y Eslovenos, actualmente en Bosnia y Herzegovina, en el seno de una familia de campesinos pobres. En 1943 se afilió al Partido Comunista de Yugoslavia y luchó con los partisanos yugoslavos en la Segunda Guerra Mundial. Se licenció en ingeniería eléctrica por la Departamento Electrotécnico de la Facultad Técnica de la Universidad de Zagreb en 1954. Permaneció en Zagreb, donde fue director de Rade Končar Industrial Works de 1961 a 1984.

## Trayectoria política
Fue elegido presidente de la República Socialista de Croacia en 1986, reemplazando a Ema Derosi-Bjelajac. Se mantuvo en la presidencia hasta 1988, cuando fue remplazado por Ivo Latin.

### Primer ministro de Yugoslavia
Su política conciliadora y sus buenas relaciones con Occidente, la BBC llegó a calificar al político croata como el mejor aliado de Washington, jugaron un papel determinante en su periodo como primer ministro. Lanzó un programa de reformas económicas dirigidas a desarrollar una economía de mercado, de contención de la inflación y liberalización del comercio.
En enero de 1990, se rompió la Liga de Comunistas de Yugoslavia, que sustentaba el gobierno y la autoridad del gobierno federal se vio muy disminuida por los movimientos secesionistas de Eslovenia y Croacia. En los últimos meses de su mandato, Marković trató de encontrar un compromiso entre los secesionistas y los que exigían que Yugoslavia se mantuviese como un solo Estado. Sus esfuerzos, aunque favorecidos por los nuevos gobiernos democráticos de Bosnia y Macedonia, fracasaron, porque el ejército, que se suponía era su mejor aliado, se posicionó del lado de Milosevic y los nacionalistas serbios. En diciembre de 1991, aislado políticamente y sin poder real, renunció a su cargo y abandonó la política.

## Abandono de la política en 1991
Después de su cargo como primer ministro, Marković desapareció de la vida pública, para dedicarse a actividades de asesoramiento económico y consultoría. En la década de 2000 ejerció como asesor económico del gobierno de Macedonia. 
Compareció como testigo en el juicio contra Slobodan Milošević ante el TPIY en 2003. Esta comparecencia rompió sus 12 años de silencio; tras ese testimonio, concedió una entrevista a la revista de noticias Globus, con sede en Zagreb. En su testimonio, afirmó que Milosevic se esforzaba obviamente por esculpir una Gran Serbia a partir de las ruinas de la Yugoslavia. También reveló que tanto Milošević como Tuđman le confirmaron que en marzo de 1991 en Karađorđevo llegaron a un acuerdo para partición Bosnia y Herzegovina. Milošević respondió culpando a Marković de la intervención del Ejército yugoslavo en Eslovenia. Marković negó haber ordenado la intervención en Eslovenia, afirmando que estaba fuera de su mandato como primer ministro de Yugoslavia.
Marković falleció en la madrugada del 28 de noviembre de 2011 en Zagreb, tras una corta enfermedad, a los 87 años. Ante Marković fue enterrado en Dubrovnik. A su funeral asistió el expresidente croata Stjepan Mesić, presidente de la República Srpska Milorad Dodik, el cineasta Emir Kusturica entre muchos otros. El Croatian Sabor (parlamento) también envió sus condolencias a la familia de Ante Marković.
| Predecesor: Branko Mikulić | Presidente del Consejo Ejecutivo Federal de la RFS de Yugoslavia 1989-1991 último en servir dentro de la República Federativa Socialista de Yugoslavia | Sucesor: Aleksandar Mitrović en funciones sólo en Serbia y Montenegro |